# یواس‌اس نلسون (دی‌دی-۶۲۳)
یواس‌اس نلسون (دی‌دی-۶۲۳) (به انگلیسی: USS Nelson (DD-623)) یک کشتی بود که طول آن ۳۴۸ فوت ۳ اینچ (۱۰۶٫۱۵ متر) بود. این کشتی در سال ۱۹۴۲ ساخته شد.